# Chocolate granulado
Flocos de chocolate ou granulados, também conhecidos como sprinkles e hundreds and thousands em alguns países, são pequenos adereços de confeitar usados como uma decoração frequentemente colorida ou para adicionar textura a sobremesas como brownies, cupcakes, donuts ou sorvetes. Os minúsculos doces são produzidos em várias cores e geralmente são usados como cobertura ou elemento decorativo. O Dictionary of American Regional English os define como "pequenas bolas ou pedaços de doce em forma de bastão usados como cobertura para sorvetes, bolos e outros".

## Terminologia
No Reino Unido e em outros países da comunidade anglofônica, os flocos são denotados por diferentes significados. Por exemplo, hundreds and thousands é a denotação mais popular usada na Grã-Bretanha, bem como na anglofônica Oceania (Austrália e Nova Zelândia) para se referir a sprinkles e nonparrels. Outra variante do termo no Reino Unido é vermicelli, especialmente quando se fala em flocos de chocolate. Este nome pode ser emprestado ao árabe egípcio falado como faːrmasil.
Jimmies é o termo mais popular para chocolate granulado nas regiões da Filadélfia, Boston e Nova Inglaterra. A origem do nome jimmies é incerta, mas foi documentado pela primeira vez em 1930, como decoração de topo para bolo. A Just Born Candy Company de Bethlehem, Pensilvânia, afirma ter inventado os jimmies e os batizado com o nome de um funcionário.
Outra afirmação improvável sobre o nome jimmies origina-se do Dr. Sidney Farber e Edward Brigham. O Dr. Farber foi cofundador do Dana–Farber Cancer Institute em Boston, bem como de uma instituição de caridade, The Jimmy Fund, em homenagem a um de seus pacientes infantis. Brigham abriu uma sorveteria chamada Brigham's e cobrou um centavo extra por granulado de chocolate em uma casquinha, que beneficiou o Jimmy Fund. O fundo, porém, foi fundado em 1948, bem depois da primeira referência histórica.
Em Connecticut e em outros lugares nos Estados Unidos, conforme indicado pela inclusão do sentido no Merriam-Webster oficial, shots é um termo específico para sprinkles.

## História
Os nonpareils datam de pelo menos o final do século XVIII, se não antes. Eles foram usados como decoração para pièces montées e sobremesas.
Os hagelslag (sprinkles) da Holanda foram inventado em 1913 por Erven H. de Jong de Wormerveer.  Venz, outra empresa holandesa, popularizou hagelslag, com uso em pães. Na maioria das vezes, a manteiga é espalhada para que não caiam. Depois de muita pesquisa e aventura, de Vries e Venz criaram a primeira máquina para produzir as minúsculas guloseimas cilíndricas. Eles foram chamados de hagelslag devido à sua semelhança com um fenômeno climático proeminente na Holanda: granizo (esta referência também é transferida para a palavra finlandesa para sprinkles, "Koristerakeet", que significa, literalmente, "granizo decorativo"). Apenas hagelslag com uma porcentagem de cacau de mais de 32% pode levar o nome de chocoladehagelslag (chocolate granulado). Se for inferior a 32%, é denominado cacaofantasie ou cacaofantasie hagelslag (cacau fantasia granulado).
A empresa de doces Just Born cita seu fundador, Sam Born, como inventor dos chamados "jimmies" (que podem nunca ter contido nenhum chocolate) no Brooklyn, em Nova Iorque. No entanto, anúncios de chocolate granulado como adereços confeitivos existem já em 1921, anteriores ao Just Born em dois anos.
Um produto relacionado, o açúcar de lixar está disponível comercialmente em uma pequena variedade de cores há décadas. Agora ele vem em uma grande variedade, incluindo "glitter" preto e metálico.